# Bandipur
Bandipur (nep. बन्दीपुर, trl. Baṁdīpur, trb. Bandipur) – gaun wikas samiti w zachodniej części Nepalu w strefie Gandaki w dystrykcie Tanahu. Według nepalskiego spisu powszechnego z 2001 roku liczył on 2354 gospodarstw domowych i 11415 mieszkańców (5925 kobiet i 5490 mężczyzn).